# قناص طاهر
طاهر: (بالفارسية: تفنگ تک‌تیرانداز طاهر) هي بندقية قنص إيرانية الصنع من عيار 7.62 ملم، تم الإعلان الرسمي عنها سنة 2016م من قِبَل القوة البرية للجيش الإيراني، وذلك على هامش مناورات محمد رسول الله (ص) الرابعة جنوب شرق جمهورية إيران. يبلغ المدى النهائي لهذا السلاح الإيراني 1200 متر ولكن مداه المؤثر بالمنظار يبلغ 800 متر ومن دون منظار 400 متر. كما وبإستطاعة قناصة باهر إطلاق رصاصة من عيار 7.62 بشكل دقيق جداً. وقد تم عرض واختبار عدد من الإنجازات العسكرية الإيرانية في معرض جهاد الإكتفاء الذاتي للقوة البرية في الجيش الإيراني والذي أُقيمَ على هامش مناورات محمد رسول الله (ص) الكبرى بالإضافة إلى أنواع الأسلحة القتالية البرية ومنها عدد من بنادق القنص مطورة أحدها بندقية قنص جديدة باسم (طاهر) حيث جرى اختبار هذه الأسلحة خلال المناورات التي جرت في جنوب شرق جمهورية إيران. يُذكَر ان صناعة سلاح القنّاص في الجمهورية الإسلامية في إيران بلغت مراحل متطورة جداً في التصميم والإنتاج خلال السنوات الأخيرة، حيث تم تسليم طرازات متنوعة من هذه القنّاصات إلى مختلف صنوف القوات المسلحة الإيرانية. وفي هذا الصدد يمكن الإشارة إلى قنّاصات (صیاد وباهر وشاهر وتك تاب وآرش) التي تم إنتاجها خلال السنوات الأخيرة وهي الآن قيد الخدمة.

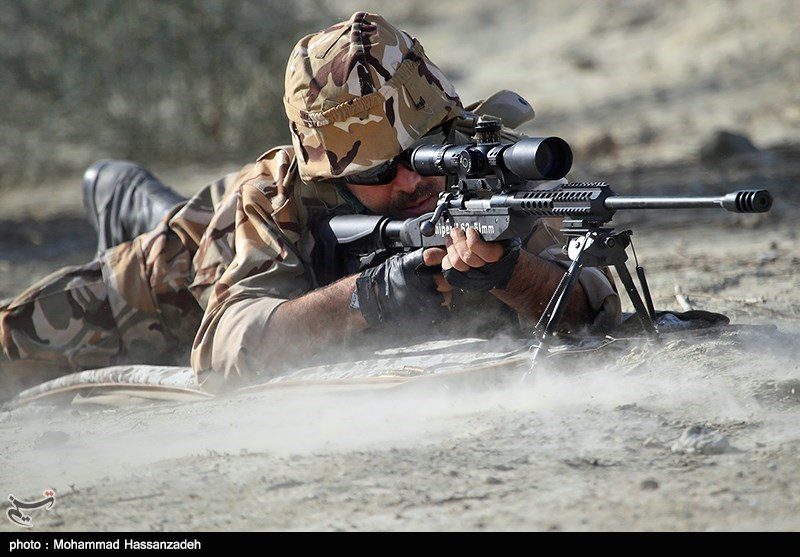
قناص طاهر إيراني الصنع في مناورات محمد رسول الله 4

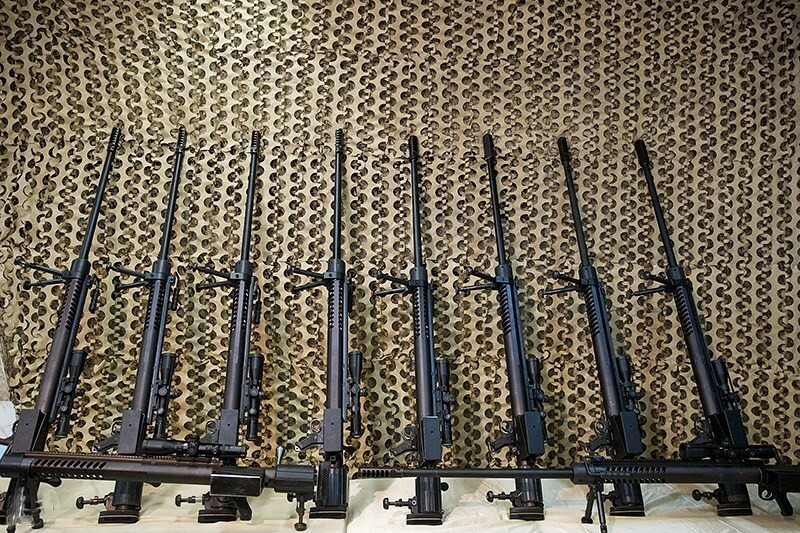
قناصات شاهر الإيرانية، النماذج التي سبقت قناصة طاهر

## الخصائص
تتميز قناصة طاهر الإيرانية، والتي سبقتها عدة نماذج من أسلحة القنص الإيرانية مثل قناص (شاهر وباهر) بأنها تتمتع بمدى 1200 متر، وتزن 4 كيلو و400 غرام (من دون المنظار والشاجور)، ويصل طولها إلى متر و28 سانتيمتر وبإمكانكها إطلاق رصاصة من عيار 7.62 بشكل دقيق. ان مدى هذا السلاح النهائي 1200 متر، ومداه الفعال مع منظار 800 متر وبدون منظار 400 متر.

## عرض القناصة
تم في سنة 2016م عرض أحدث أسلحة القنص لدى القوات البرية للجيش الإيراني وذلك خلال مناورات (محمد رسول الله-4)، ومن بين تلك الأسلحة البندقية القناصة الجديدة التي تم إطلاق اسم طاهر عليها. وأفادت وكالة مهر للأنباء نقلاً عن مراسلها المتواجد في منطقة مناورات «محمد رسول الله-4»، أنه تم الكشف عن أحدث سلاح للقنص والذي يحمل اسم «طاهر»، وذلك خلال المناورات الضخمة التي تنفذها القوات البرية في جنوب شرق البلاد على مدى ثلاثة أيام. بالإضافة إلى طائرة مسيرة جديدة تُطلَق يدوياً باسم (فرباد). وهي طائرة مسيرة تعمل بشكل آلي ويصل مداها إلى 20 كيلومتر وتواصل الطيران بشكل متواصل لمدة 45 دقيقة. كما تم عرض جهاز (جمر) المخصص لمواجهة الطائرات المسيرة. ويُعَد هذا الجهاز من الإنجازات الجديدة للقوة البرية للجيش الإيراني في حقل التشويش الجوي بهدف مواجهة (الطائرات المسيرة للأعداء). يُذكَر ان مناورات محمد رسول الله (ص) الرابعة الكبرى للقوة البرية الإيرانية تجري في المنطقة العامة جنوب شرقي البلاد، في محافظة سيستان وبلوشستان على مساحة تصل إلى 220 ألف كيلومتر مربع. ونقلت وكالة أنباء فارس عن المتحدث باسم المناورات العميد سيد كمال بيمبري قوله، إن «اليوم الأول للمناورات يتضمن نقل قوات الرد السريع من مختلف مناطق البلاد إلى منطقة العمليات في أسرع وقت ممكن عبر الجو والبر». وتابع قائلاً، أن المناورات تجري في محافظة سيستان وبلوشستان وعلى مساحة تصل إلى 220 ألف كيلومتر مربع بمشاركة مختلف وحدات القوة البرية والدعم من القوة الجوية ومقر خاتم الأنبياء (ص) للدفاع الجوي بقيادة مقر (الولاية) التابع للقوة البرية للجيش الإيراني.

## ردود أفعال
إيران:
مساعد رئيس جهاد الإكتفاء الذاتي:
أفاد مساعد رئيس جهاد الإكتفاء الذاتي للقوة البرية للجيش الإيراني أمير زواره بأن هذا السلاح القناص يُعَد من الأسلحة التي هي حاجة القوة البرية وخاصةً قوات المغاوير. وقد جرى خلال الأعوام الأخيرة إنتاج عدة نماذج من أسلحة القنص ومنها (شاهر وباهر). وأوضح بأنه جرى اختبار قناص طاهر بنجاح وهو جاهز للإنتاج بشكل واسع لتزويد الوحدات العسكرية البرية الإيرانية به.
رئيس مركز أبحاث الإكتفاء الذاتي:
أفاد العميد زوارئي، رئيس مركز أبحاث الإكتفاء الذاتي في القوات البرية للجيش الإيراني، أن سلاح القناصة هو من أهم أسلحة القوات البرية. وقد تم الكشف عن عدة نماذج من هذا السلاح سابقاً (كشاهر وباهر). وأضاف أن سلاح طاهر قد إجتاز جميع الإختبارات ويدخل حالياً مرحلة الإنتاج ليصير إدخاله ضمن الترسانة الخاصة بالقوات البرية.

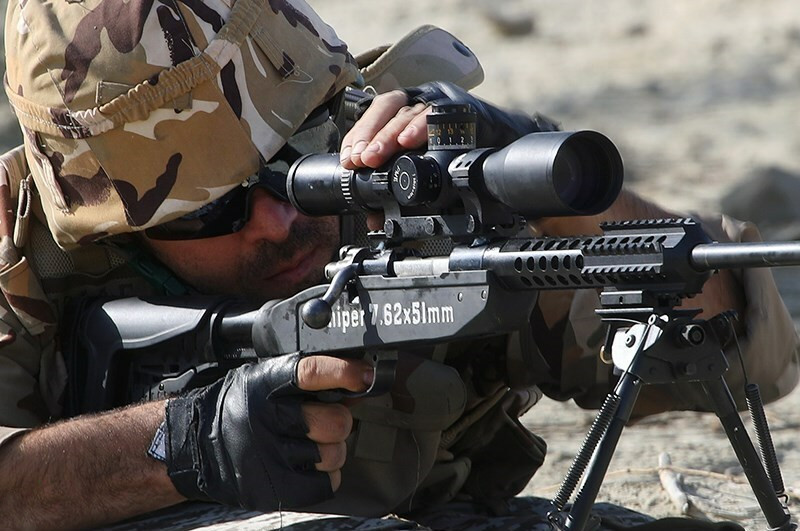
أحد الجنود ينظر من خلال الناظور الخاص بقناص طاهر في مناورات محمد رسول الله 4

## معلومات سريعة
| الأسم         | طاهر                                    |
| النوع         | بندقية قنص                              |
| الجهة المُصَّنعَة | وزارة الدفاع وإسناد القوات المسلحة      |
| البلد المُصَّنع  | إيران                                   |
| التسليح       | رصاص عيار 7.62 ملم                      |
| كشف النقاب    | 2016م                                   |
| المدى النهائي | 1200 متر                                |
| الطول         | متر و28 سانتيمتر                        |
| الوزن         | 4,400 كيلوغرام (من دون المنظار وقاعدته) |